# Cabra angorá

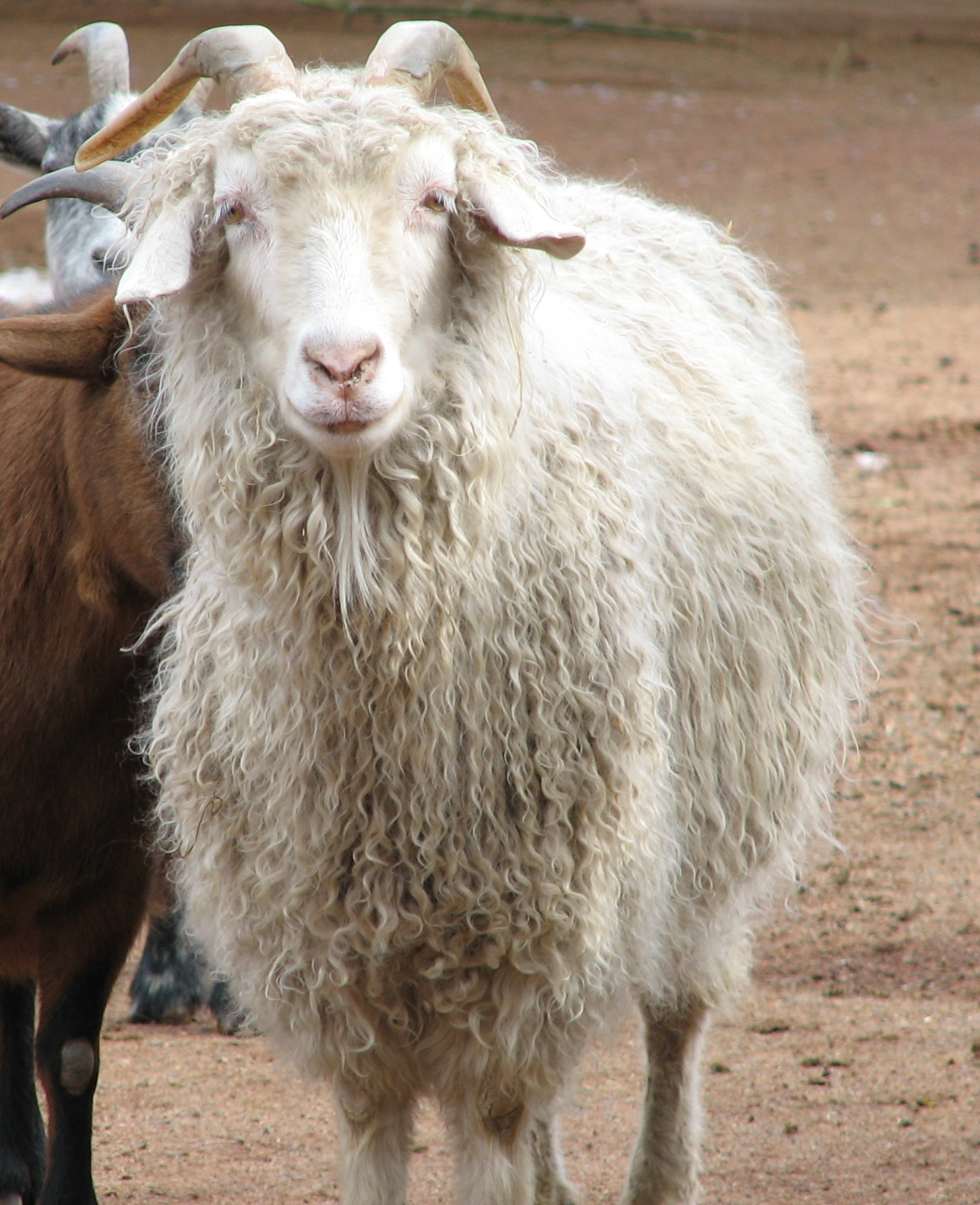
Uma cabra angorá.

O cabrito angorá (em turco:  Ankara keçisi) é uma raça de cabra domesticada, historicamente conhecida como angorá. As cabras angorá produzem a fibra brilhante conhecida como mohair.
Turquia, Argentina, Estados Unidos e África do Sul são os principais produtores de mohair. Os produtores secundários incluem a Nova Zelândia  e a Austrália. Durante muito tempo, as cabras angorá foram criadas para fabricação de casacos brancos. Em 1998, foi criada a Associação de Criadores de Cabritos Angorá Coloridos para promover a criação de angorás coloridos..